# 經頸靜脈肝內門脈系統靜脈分流術
經頸靜脈肝內門脈系統靜脈分流術（Transjugular intrahepatic portosystemic shunt，或 ）是在入肝的門靜脈與離肝的肝靜脈之間，建立分流，用以治療常導致消化道出血的门脉高压 （通常因肝硬化所致）、危及生命的食道出血（食道靜脈曲張）、腹腔积水（ 腹水 ）。 

## 医疗用途
對於食道或胃底静脉曲张破裂出血，可嘗試TIPS以挽救生命。 一项随机研究显示，如果在出血后72小时内进行本術，存活率較佳。  對於肝腎症候群病人或許有用。 它也可能有助于腹水 。 

## 并发症
雖然術中的大出血或嚴重肝損傷並不常見，但高达25％的接受TIPS的患者，会因來自肠道的氮經由門靜脈－體靜脈回流的量增加，引起短期的肝腦病變。  一般可以藉由减少饮食中的蛋白质，與服用减少氮吸收的药物来處理。 
较不常见但严重的并发症是發生肝缺血，導致急性肝衰竭。 虽然健康的肝脏主要經由门静脉血取得氧氣，但长期的门静脉高压会导致肝臟的代偿性肥大，其經由肝動脈取得氧氣的比例也提昇。 因此，在患有晚期肝病的病人，通常可以忍受將门静脉血流分流到體靜脈。 但是，在某些情况下，突然从肝脏將门静脉血流分流離開，可能导致肝缺血與急性肝衰竭。  TIPS后發生急性肝功能障碍，可能需要紧急关闭分流。 
罕见但严重的并发症是持续性TIPS感染。 
最后，TIPS可能会被血块或内皮细胞的生长所阻塞而失去作用。 使用聚四氟乙烯 （PTFE）覆盖的支架可减少这种情况。 

## 原理
肝臟疾病可能導致門脈高壓（常見原因是肝硬化），导致门静脉系统和體靜脈系統之間產生側支循環。由於門脈高壓，導致门静脉血液循環不良而充血，使得离开胃和肠進入門脈系統的靜脈血，移往阻力较小的其他路径，進入體靜脈循環。長此以往這些側支循環变得充血和膨胀。但是这些血管很脆弱，经常導致胃肠道出血。 
TIPS乃是建立在門靜脈與體靜脈循環間建立分流，作為门静脉循环的替代途径。由於繞過了血管阻力較高的肝臟，因此降低了門靜脈阻力以及肝臟兩端的壓力差。而门静脉压力的降低又使得肠道静脉的回流压力下降，減低為了發生出血的可能，也使得腹水較不容易產生。不過這些效果可能需時數周到數月才能發生。

## 步驟

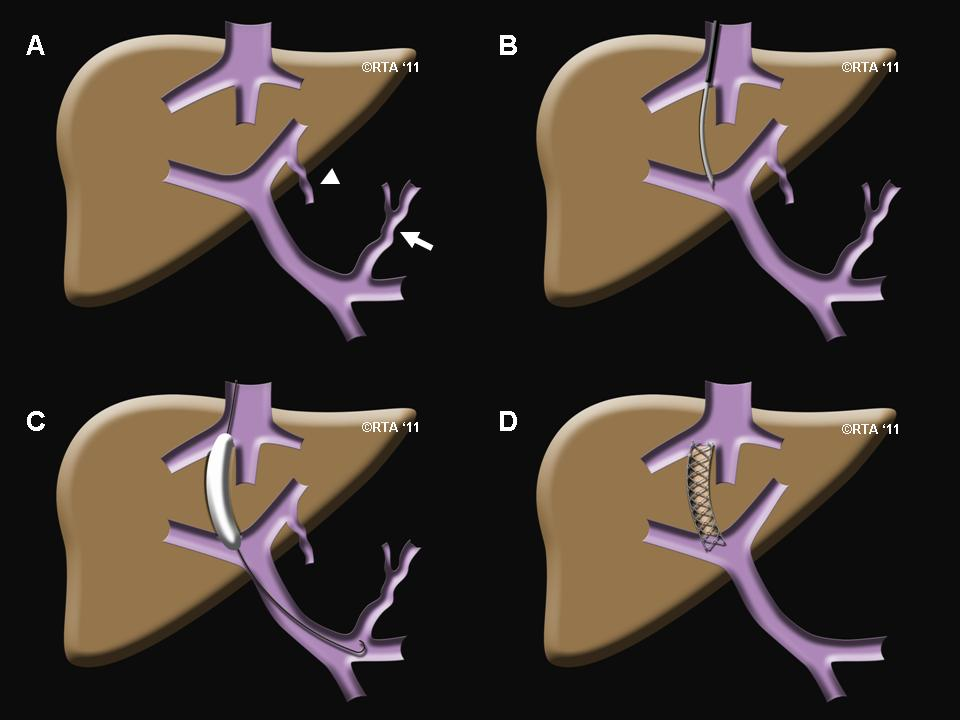
TIPS程序中的步骤：A）门静脉高压导致冠状静脉 （箭头）和脐静脉 （箭头）扩张，血液反向流动。 这会导致食道和胃的静脉曲张，可能出血。 B）經由頸靜脈將針插入，從肝静脉穿入门静脉； c）以氣球擴張此路徑； D）放置支架后，门静脉压力恢复正常，冠状和脐静脉不再鬱血。

本术通常由放射科医師在x光導引下進行， 經由內頸靜脈，放置導引鞘，將導線經上腔靜脈與下腔靜脈，放入肝靜脈。導管進入肝靜脈後，測量楔壓以计算肝脏中的压力梯度。 之后注入二氧化碳以定位门静脉。接著將称为Colapinto的特殊针头推過肝實質，以将肝静脉與門靜脈主幹在肝中心附近連通 。 再來經由针头形成的管道。使用血管成形術用氣球，充气以建立分流通道，放置支架以维持高压的门静脉和低压的肝静脉之间的管道。最後再將X光照像記錄下來以確認最終支架位置，也常會測量门静脉和下腔静脉的压力。 